# Mamenchisaurus
A Mamenchisaurus (jelentése 'Mamenchi-gyík', a kínai 马 / mǎ 'ló', 门 / mén 'kapu', 溪 / qi / xī 'folyó, patak' és az ógörög σαυρος / szaürosz 'gyík' szavak összetételéből) egy négy lábon járó növényevő sauropoda dinoszaurusz, melynek legtöbb faja a késő jura időszak tithon korszakában, mintegy 145–150 millió évvel ezelőtt élt. Rendkívül hosszú nyakáról vált ismertté.

## Felfedezés

A Mamenchisaurus és az ember méretének összehasonlítása

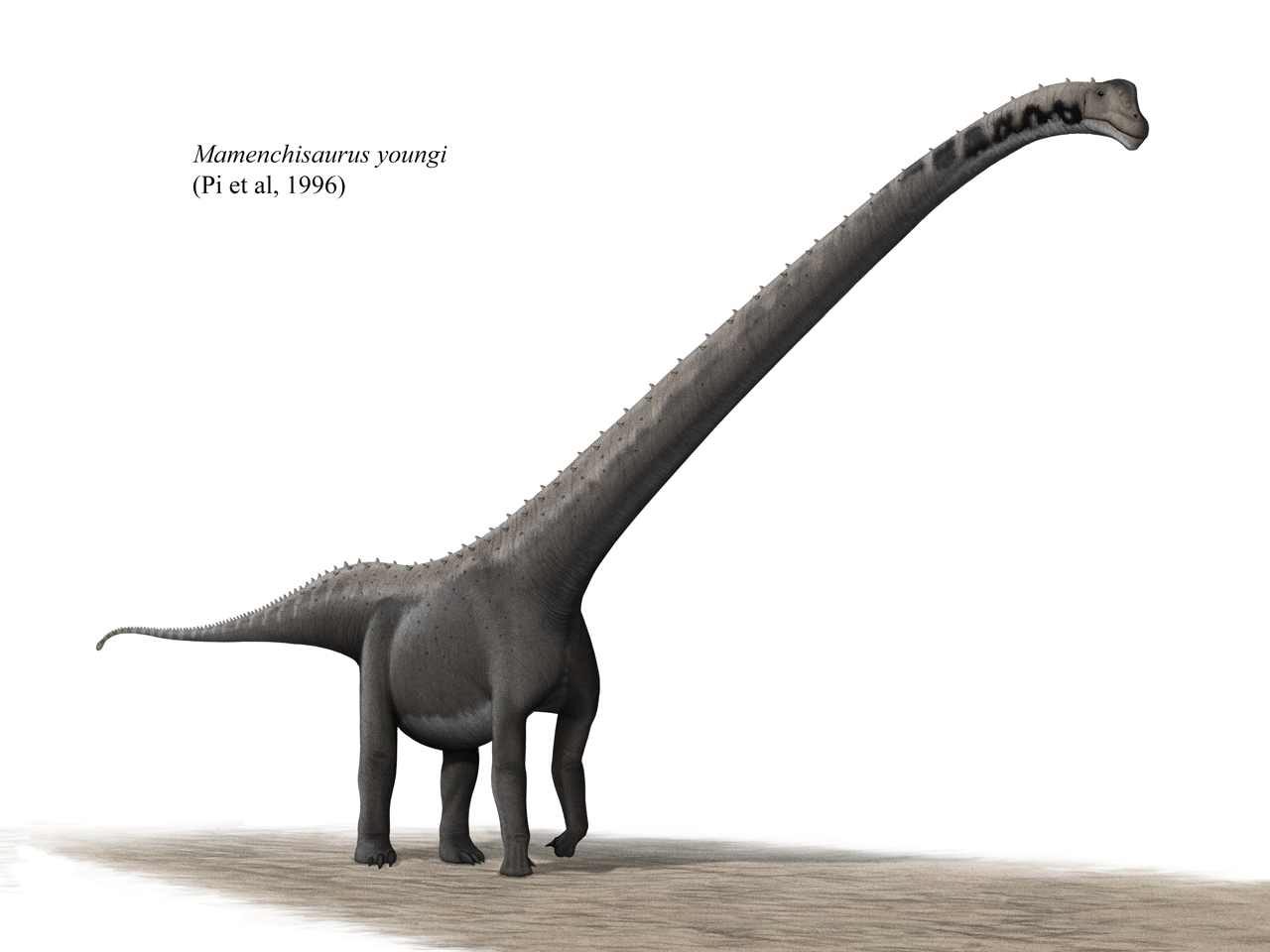
A Mamenchisaurus youngi rekonstrukciója

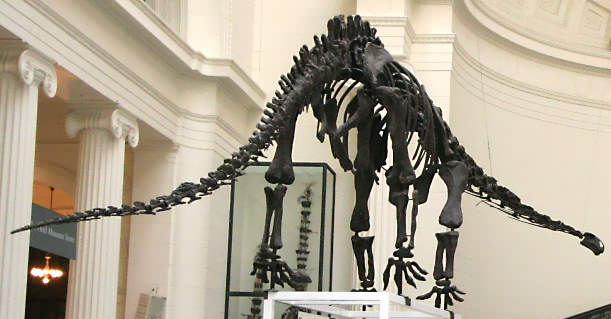
A Mamenchisaurus fosszíliája a Field Múzeumban

A Mamenchisaurus első, részleges fosszilis csontvázát 1952-ben, egy autópálya építése közben fedezték fel, a kínai Szecsuanban. Nevét az ismert kínai őslénykutató, C. C. Young (más néven Yang Zhongjian Jang Csung-csien) alkotta meg, 1954-ben. Az első példány (a típuspéldány) 22 méter hosszú, a nyaka hossza pedig ennek mintegy felét teszi ki, ami kora leghosszabb nyakú állatává tette. 19 csigolyát fedeztek fel (ami szintén rekord) a nyaki bordák mentén. 1972-ben felfedezték a Mamenchisaurus második faját (az M. hochuanensist), melyhez 9,5 méteres nyak tartozott.
Hosszú nyakú sauropodák az észak-amerikai kontinensről is ismertek, ahol 1994-ben, az Egyesült Államokban megtalálták a Sauroposeidont, melynek 10,5–11,5 méteresre becsült nyaka valamelyest elmarad a korábban ismertté vált 13–14 méteres nyakú Supersaurusé mögött.
1993-ban leírás készült az M. sinocanadorumról; ez a faj rendelkezett a leghosszabb, 4,1 méteres nyaki bordával az összes leírt sauropoda dinoszaurusz közül. Ennek hosszúsága meghaladta a Sauroposeidon nyaki bordájáét, ami elérte a 3,42 métert.

## Elnevezés

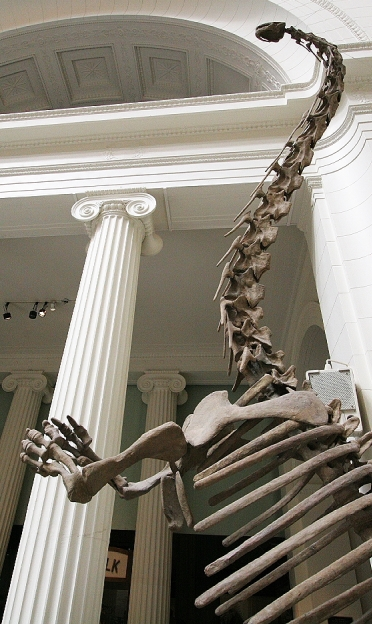
Ágaskodó helyzetben felállított Mamenchisaurus fosszília, a Field Természetrajzi Múzeumban (Field Museum of Natural History)

Nevét első lelőhelye, a szecsuani Mǎmíngxī (Maminghszi) (马鸣溪) melletti építkezési hely, a Jinsha (Csinsa) (金沙江) folyónál levő átkelőhely után kapta (ami a Jangce folyó legnyugatabbi, Yibin (Jipin) (宜宾) mellett levő vízgyűjtő folyójánál található). Azonban a Young kiejtéséből adódó félreértés miatt a lelőhely neve, Mǎmíngxī (马鸣溪 'lónyerítő patak') helyett Mǎménxī (Mamenhszi) (马门溪 'lókapu patak') lett.
A tény, hogy az első Mamenchisaurus fosszíliát egy építkezésen fedezték fel, Youngot arra az elhatározásra vezette, hogy a típusfajt Mamenchisaurus constructusnak nevezze el.

## Fajok
- M. anyuensis He, Yang, Cai, Li & Liu, 1996: Körülbelül 21 méter hosszú. A Suining (Szujning) és a Penglaizhen (Penglajcsen) Formációból is ismert.[6]
- M. constructus Young, 1954: (a típusfaj) A holotípus példány, amely egy részleges csontváz.
- ?M. fuxiensis Hou, Zhao & Chu, 1976: Egy részleges csontváz, koponyadarabokkal. Az eredeti neve Zigongosaurus, és lehet, hogy egy másik nemhez tartozik.
- M. hochuanensis Young & Zhao, 1972: Négy részleges csontváz. A Shaximiao (Sahszimiao) Formációból ismert, és 22 méter hosszú.[2]
- M. sinocanadorum D. Russell & Zheng, 1994: Egy részleges koponya, különálló csontokkal. Lehetséges, hogy ez a legnagyobb faj, a hossza eléri a 35 métert.
- M. youngi Pi, Ouyang & Ye, 1996: A Mamenchisaurus youngi Xinmin (Hszinmin) megyei Zigongban, a kínai Szecsuan tartományban került elő, 1989-ben.[7] A 16 méteres fosszíliához 6,5 méteres nyak tartozik, így aránylag kicsinek számít a Mamenchisaurus fajok között. A fajt C. C. Young tiszteletére nevezték el.

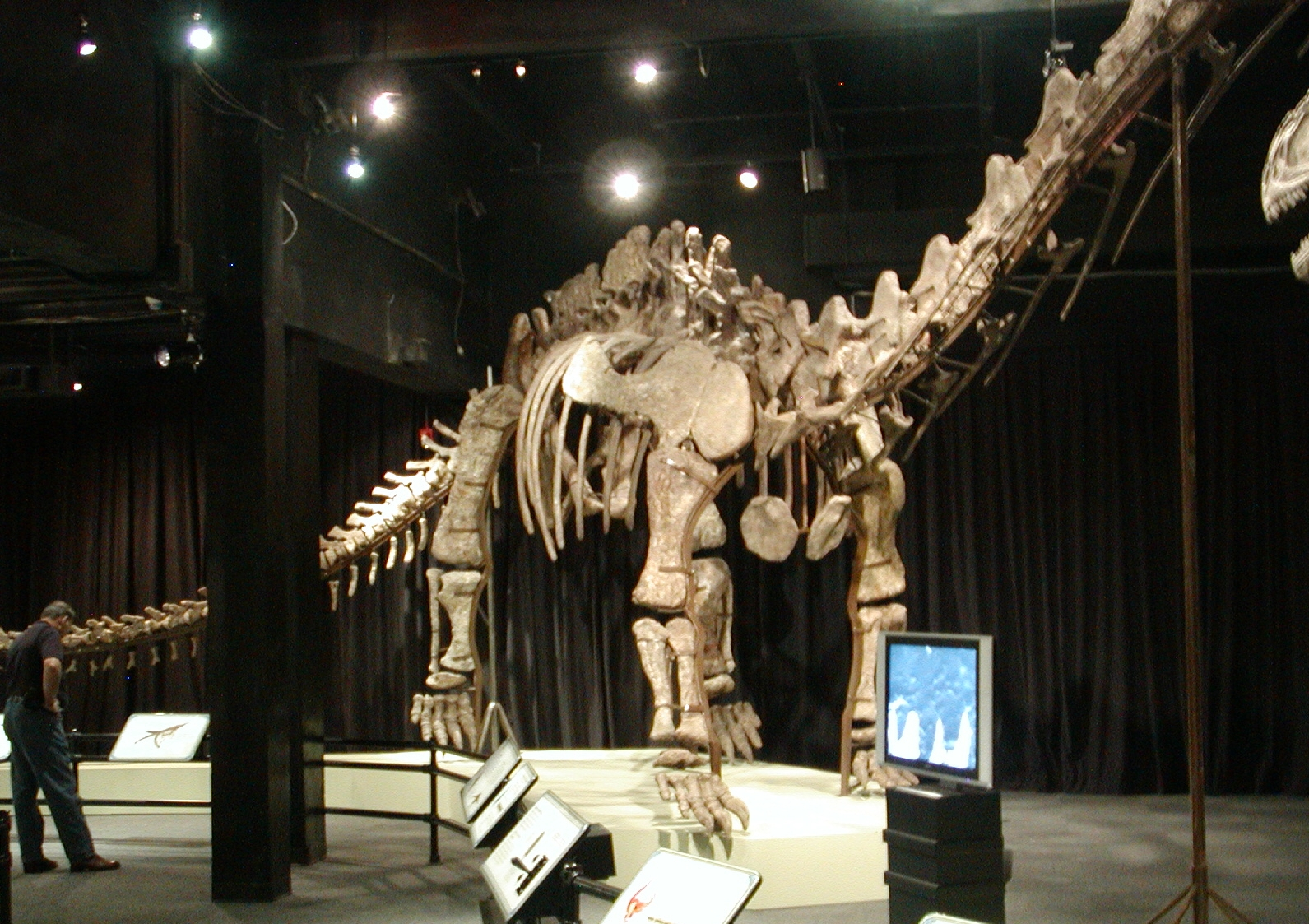
A Mamenchisaurus jingyanesi fosszíliája a Pekingi Természetrajzi Múzeumban

- M. jingyanensis Zhang, Li & Zeng, 1998: A Shaximiao Formációból ismert, és a becsült hossza 20–26 méter.[8]

## Popkulturális hatás
- A Mamenchisaurust megemlítik az Alias című televíziós sorozat 3. évadának 20. részében, melyben Sydney Bristow egy múzeumba beépülve egy dinoszaurusz kiállításon dolgozik.
- A Mamenchisaurus látható Az elveszett világ: Jurassic Park (The Lost World: Jurassic Park) című film egyik jelenetében.

## Fordítás
- Ez a szócikk részben vagy egészben a Mamenchisaurus című angol Wikipédia-szócikk ezen változatának fordításán alapul.  Az eredeti cikk szerkesztőit annak laptörténete sorolja fel. Ez a jelzés csupán a megfogalmazás eredetét és a szerzői jogokat jelzi, nem szolgál a cikkben szereplő információk forrásmegjelöléseként.